# Coelalysia lutea
Coelalysia lutea är en stekelart som beskrevs av Cameron 1911. Coelalysia lutea ingår i släktet Coelalysia och familjen bracksteklar. Inga underarter finns listade i Catalogue of Life.